# Siarczek manganu(II)
Siarczek manganu(II), MnS – sól kwasu siarkowodorowego i manganu dwuwartościowego.
Jest różowym ciałem stałym, nierozpuszczalnym w wodzie. Występuje w przyrodzie jako minerał alabandyt.
Jest otrzymywany przez strącanie jego osadu w reakcji siarczku amonowego i wodnego roztworu soli manganu(II), np. (NH4)2S + MnCl2 → 2 NH4Cl + MnS. Po upływie długiego czasu, przechowywany pod cieczą, w której został stącony, przechodzi w bardziej trwałą odmianę zieloną (o sieci przestrzennej typu NaCl). Proces ten można przyspieszyć przez podgrzanie cieczy.
Łatwo roztwarza się w kwasach. Utlenia się na powietrzu.